# Asiatenkrankheit
Die Asiatenkrankheit ist eine in altägyptischen medizinischen Texten auftretende Krankheit, die sich möglicherweise mit Lepra oder Beulenpest identifizieren lässt. Genannt wird sie in Beschwörungstexten des Papyrus Hearst und Papyrus London.

## Beschreibung
Im Papyrus Hearst wird bei einem betroffenen Patienten der Körper mit angekohlter Holzkohle verglichen:

„Wer ist allwissend wie Re? Wer ist ebenso allwissend? (Etwa) dieser Gott, der den Leib mit Holzkohle ankohlt? Ergriffen werde dieser "Oberste Gott" (d. h. unschädlich gemacht). Wenn, wie Seth das Meer beschworen hat, dich Seth ebenso beschwört, (du) Asiaten-Krankheit, dann sollst du dich nicht regen, zweimal (nmnm ?), im Körper des NN, geboren von der NN.…“

Der auch oft mit dem Ausland assoziierte Gott Seth tritt hier in ungewohnter heilender Funktion auf und soll die fremde Krankheit abwehren. Im Papyrus London kommt die Asiatenkrankheit zusammen mit anderen fremdländischen Krankheiten vor und wird in „der Sprache der Kreten“, möglicherweise in Luvisch, beschworen.
In beiden Texten wird eine äußere Behandlung in Verbindung mit Zaubermitteln vorgeschlagen. Ein Mittel versucht eine Heilung mit Pflanzenöl und Kesselstein. Die Haut soll dabei mit Hilfe eines Siegels behandelt werden. Das andere Mittel sieht ein Gebräu aus Hefe, Harn und Maische vor, das man an die Wunden gibt.

## Identifizierung
Aufgrund der beschriebenen Schwarzfärbung des Körpers sieht Hans Goedicke einen Zusammenhang mit der Beulenpest. Als Anhaltspunkte nimmt er die Datierungen beider Papyri (um 1550 v. Chr. und 1350 v. Chr.). Der Papyrus Hearst stammt vom Ende der Hyksoszeit, an dem möglicherweise auf Seuchen zurückzuführende Massenbestattungen nachgewiesen werden konnten. Auch bei den Hethitern soll 200 Jahre später unter Šuppiluliuma I. eine unbekannte Seuche ausgebrochen sein. Soweit bekannt wurde diese aus ägyptischen Territorien in Syrien eingeschleppt. Zur Zeit von Muršili II. gab es dann eine Epidemie, der ein Großteil des hethitischen Volkes zum Opfer fiel. Anzeichen einer Pest konnten an ägyptischen Mumien jedoch bisher nicht gefunden werden.
Bei Wolfhart Westendorf ist die Asiatenkrankheit hingegen eine Bezeichnung für Lepra. Auslöser für die Krankheit ist im Papyrus Hearst ein fremdländischer Gott, der sogenannte „Gott, der Leib mit Holzkohle ankohlt“, der im Papyrus London mit „weißen Flecken“ bei Brandwunden in Verbindung steht. Der altägyptische Begriff für „weiße Flecken“, sehedschu, wird im Demotischen zu sehet und bedeutet dort „Lepra, Aussatz“. Lepra kommt in ägyptischen Texten noch in vielen weiteren Formen vor. Zum Beispiel tritt das häufig erwähnte Chons-Geschwulst in demotischen und koptischen Quellen als sebeh bzw. sōbeh auf und konnte dort als Lepra identifiziert werden. Bei ägyptischen Mumien wurde Lepra hingegen frühestens in koptischer Zeit beobachtet.